# Šarūnas Banevičius
Šarūnas Banevičius (* 20. November 1991) ist ein litauischer Leichtathlet, der sich auf das Kugelstoßen spezialisiert hat.

## Sportliche Laufbahn
Erste internationale Erfahrungen sammelte Šarūnas Banevičius bei der Sommer-Universiade 2013 in Kasan, bei der er mit einer Weite von 19,22 m den siebten Platz belegte. Anschließend erreichte er bei den U23-Europameisterschaften in Tampere das Finale und wurde dort mit 18,75 m Achter. 2015 schied er bei den Halleneuropameisterschaften in Prag mit 18,72 m in der Qualifikation aus und erreichte anschließend bei den Studentenweltspielen in Gwangju mit einem Wurf auf 18,66 m Rang sieben. Zwei Jahre darauf wurde er dann bei der Sommer-Universiade in Taipeh mit 19,72 m Sechster. 
2013 und von 2015 bis 2020 wurde Banevičius litauischer Meister im Kugelstoßen im Freien sowie 2012, 2014, 2015 und von 2017 bis 2020 auch in der Halle.

## Persönliche Bestleistungen
- Kugelstoßen: 19,72 m, 23. August 2017 in Taipeh
  - Kugelstoßen (Halle): 19,63 m, 23. Januar 2015 in Klaipėda